# 875 Німфе
875 Німфе (875 Nymphe) — астероїд головного поясу, відкритий 19 травня 1917 року.
Тіссеранів параметр щодо Юпітера — 3,379.